# Anomiopus quadridentatus
Anomiopus quadridentatus là một loài bọ cánh cứng trong họ Bọ hung (Scarabaeidae).